# コルテス (身分制議会)
コルテス（Cortes）は、スペイン・ポルトガルでかつて行われていた身分制議会。

## コルテスの成立
僧職、貴族、都市代表の3身分を代表とすることは、他のヨーロッパ諸国と変わらない。はじめ、封建家臣・僧職会議をコルテ（Corte もとは宮廷を意味する言葉）と呼び、13世紀後半から都市代表の出席が原則となって、コルテスが成立した。
中世イベリア半島の諸王国のうち、コルテス成立はレオン王国が最も早く1188年、ポルトガル王国が1211年、カスティーリャ王国が1250年、アラゴン王国が1274年、カタルーニャが13世紀末から14世紀初頭である。
その機能は、戦費をまかなうため課税に協賛することと、都市は立法に対する請願権を持つこと、王位継承に干渉権を持つことである。14世紀以降、コルテスは解散後、国王の決定事項の実施を監視し、その他の事務処理のためにフンタを組織した。これは、アラゴンではデプタシオン・ヘネラル（Deputazion General）、カタルーニャではディプタシオー・ダル・ジャナラル（Diputació del General）というように、名称は地方によって違う。

## コルテスの盛衰

### スペイン
カスティーリャ
アラゴン
近世以降
このコルテスの最盛期は絶対王政の形成期、14世紀から15世紀であった。スペインがカスティーリャとアラゴンの2王国に編成され、最後に統一した後も、旧2王国には別個のコルテスが存続した。しかし都市と貴族は次第に王権に屈服し、17世紀になると次第に招集されなくなり、都市代表も王の指名に変わったため、実質的意義が失われた。1809年、第一次スペイン革命の過程でカディスにおいて開かれたコルテス（カディス議会）は近代的国民議会の最初のものであり、その後もコルテスという言葉は残るが、もはや身分制議会ではなくなっている。

## 関連文献
- A.R.マイヤーズ（宮島直樹訳）『中世ヨーロッパの身分制議会』刀水書房、1996年。
- 江島明「15世紀カスティリアにおけるコルテスの衰退と王領地の都市」『史学雑誌』92－3、1983年。
- 芝修身「中世スペインの身分制議会（コルテス）」『南山大学図書館紀要』3，1987年。
- 滝澤修身「コルテスの起源をめぐる研究史概観―カスティーリャ・レオン王国を中心に」『立命館文学』558、1999年。
- 滝澤修身「中世カスティーリャ・レオン王国におけるコルテスの起源」『立命館史学』22、2001年。
- 北濱佳奈「近世初期カスティーリャ王国コルテスについて―最近の研究動向より、フェリーペ2世時代を中心に」慶応大『史学』76-1、2007年。
- 北濱佳奈「フェリーペ2世期のカスティーリャ王国コルテスについて―制度史的考察の試み」『スペイン史研究』23、2009年。